# Sankt Ansgars kyrka, Bromma
S:t Ansgars kyrka är en kyrka som ligger i Västerleds församling i Stockholms kommun. Kyrkan ligger vid Vidängsvägen 11 i stadsdelen Alvik i Bromma, väster om Stockholm.

## Kyrkobyggnaden
Kyrkan är den yngsta och minsta av Västerleds församlings tre kyrkor. Den ritades av arkitekten Olof Malmgren och invigdes på Kyndelsmässodagen 1963. Kyrkan ligger i direkt anslutning till ett 16 våningars höghus vid Alvik. Höghuset från 1961, ritat av Olof Malmgren, rymde först studentbostäder för KFUM, men är nu bland annat hotell. Intill kyrkan ligger Västerleds församlingshus, som även det är ritat av Olof Malmgren. Byggherre var Västerleds församling och byggmästare Byggnadsfirman Viktor Hanson.
Kyrkobyggnadens planform är rektangulär och smalnar av något mot den sida där koret ligger. Vid nordöstra hörnet finns ett klocktorn som är en förlängning av norrväggen. Kyrkklockan väger 340 kilo och bär inskriptionen "Ring in gudstjänsttid - Sjung in arbetstid - Bed in hjärtefrid - Bedjom in evig frid!" Orden kommer från ärkebiskopen Nathan Söderbloms psalm. Klockan kallar till gudstjänst och påminner varje helg om att kyrkan finns där. 
Kyrkan har en utskjutande placering i öst-västlig riktning och är uppförd i lättbetong med konstensputsad exteriör. Kyrkotomten är liten och har gestaltats av trädgårdsarkitekten Gunnar Johansson. Anläggningen avgränsas mot gatan i form av en stenmur i granit med en bred granittrappa som leder upp till ett litet torg, inramat av de tre byggnaderna höghuset, Västerleds församlingshus och kyrkan. Höghuset är sammanlänkat med församlingshemmet och bildar en avgränsning av tomten mot söder och öster. Hela anläggningen är uppförd vid samma tid och ritade av arkitekten Olof Malmgren. Torget är terrasserat med ett sparat berg i dagen samt gräs och några lövträd. Rester av en liten bassäng finns framför kyrkan. Markbeläggningen består av sexkantiga betongstensplattor som bildar formen av blommor. Trappor och avsatser är i granit, markbeläggningen har även inslag av smågatsten placerade i rader.

## Interiörer
Det stora glasfönstret i mosaik är det som dominerar det inre av kyrkan. Glasfönstret föreställer Kristi liv och är komponerat av konstnären Berndt Helleberg. Han har även ritat kyrkans entrégaller. Det färgrika mosaikfönstret skimrar belyst inifrån eller utifrån. I motivet kan man följa kyrkoåret uppifrån och ned; motiven är hämtade från Jesu liv och verksamhet. Jesu födelse symboliseras av Betlehemsstjärnan, som strålar högst upp. De tre vise männen och svärdet ser man snett därunder. Svärdet är symbolen för Herodes och barnamorden, som tvingade Josef och Maria att fly med Jesus till Egypten. Därunder kommer bilden där Jesus bespisar folket och därunder senapskornets tillväxt som symbol för Jesu liknelser. Snett nedanför symboliserar törnekronan profetian om Jesu lidande. Intåget i Jerusalem, korset och döden kommer därunder. Längst ner kommer till sist den tomma graven, det är Jesu uppståndelse.
Dopfunten är gjuten av massivt glas och formgiven av Jonas Torstensson. Dopfunten står framför katedralfönstret och  fångar upp det mångfärgade ljuset från det höga glasfönstret. Bredvid dopfunten står ett stort ljus som en symbol för Jesus, "världens ljus". Det stora ljuset tänds för barn som döps.
Altaret är ett bord av kalksten. Det är sammanfogat av nio mindre plattor, prydda med fem kors. Korsen påminner om Jesu sår. Som en symbol för det insegel som rämnade när Jesus dog på korset är den stora plattan spräckt mitt itu. Krucifixet på altaret är gjort av olivträ.
Predikstolen är en pulpet prydd av ett kläde i grått och guld. Ovanpå predikstolen finns ett hänge med den liturgiska färgen för tiden på kyrkoåret.
Klocktornet vid S:t Ansgars kyrkas nordöstra hörn är en förlängning av norrväggen. Kyrkklockan väger 340 kilo och klingar i b, den syns på långt håll. Inskriptionen på kyrkklockan är "Ring in gudstjänsttid, Sjung in arbetsid, Bed in hjärtefrid".
Ett processionskors används i kyrkan vid högtidliga tillfällen, såsom vid konfirmation. Processionskorset pryds av ett silverkors med fem röda rosor. Det ska minna om Jesu sår och är formgivet av Östen Boström, då diakon i församlingen.
Triptyken ovanför altaret är målad av konstnären Birger Mörk. Tavlan är äldre än kyrkobyggnaden. Den användes i Ansgarsgården och i Alviksskolans högtidssal som tjänstgjorde som kyrklokal innan S:t Ansgars kyrka byggdes. Triptyken återger tre motiv ur Nya testamentet, nämligen Den förlorade sonen, Jesus går på vattnet och Den barmhärtige samariten.
En enkel gipsskulptur av biskop Ansgar, "Nordens apostel", är utförd av skulptören Carin Nilson 1934, den står på fönsterbänken i nordvästra hörnet i kyrkan. En liten ljusbärare finns i kyrkans nedre del. Där man tänder ljus i saknad och hågkomst eller i förbön.

## Historik om belägenheten
Sankt Ansgars kyrka (1963), Västerleds församlingshus och höghuset (1961) är alla belägna på Vidängsvägen i Alvik. Vidängen var ett torp under Ulvsunda beläget söder om korsningen mellan Ulvsunda Slottsväg och Tranebergsvägen. Vidängen var i början av 1900-talet en handelsträdgård. Husen revs 1943 då spårvägsstallarna uppfördes. Vidängen var 1936 "namn å en här belägen koloniträdgård", enligt Namnberedningen.

## Bilder

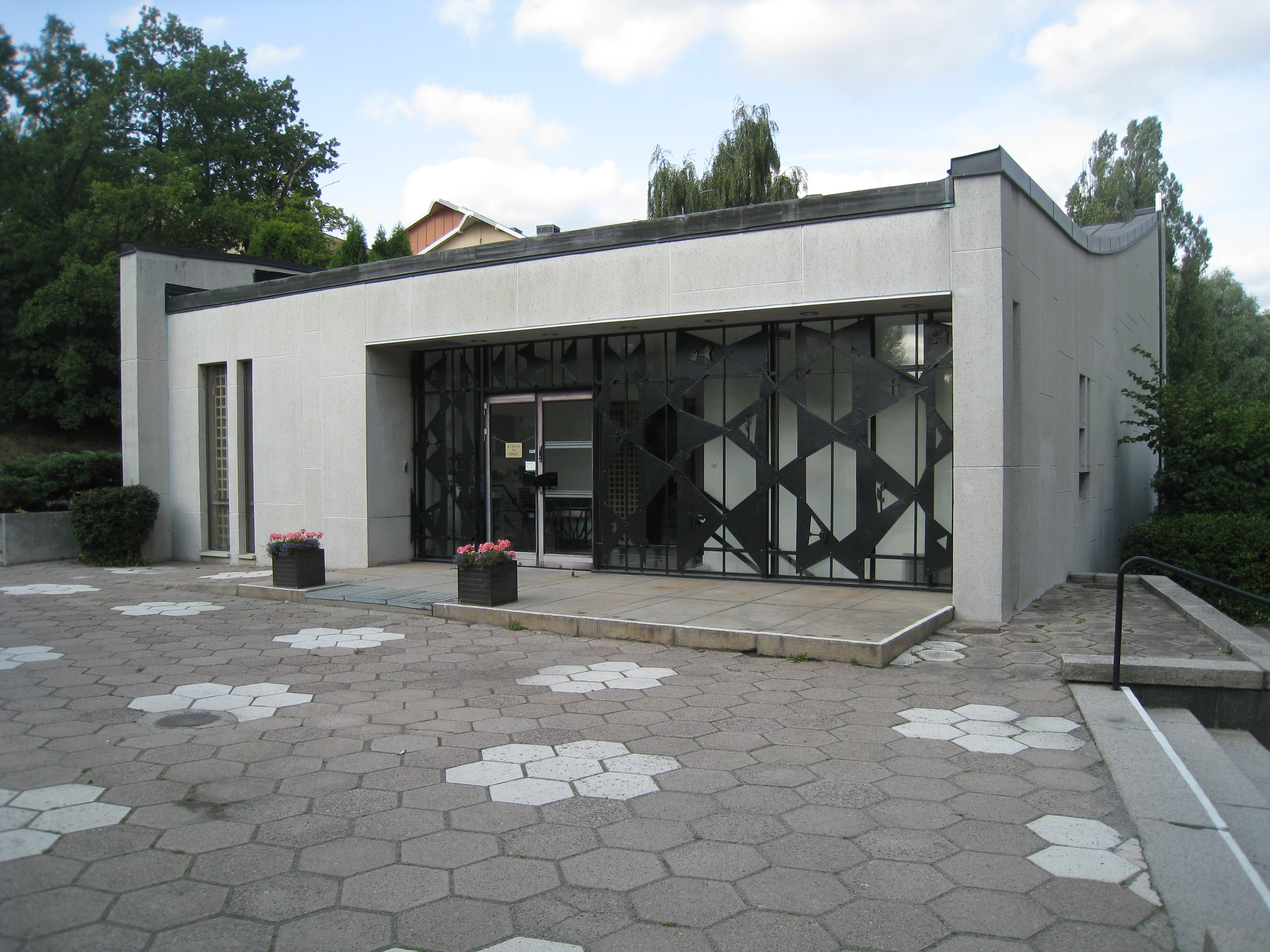
Sankt Ansgars kyrkas entrégaller ritades av konstnären Berndt Helleberg.
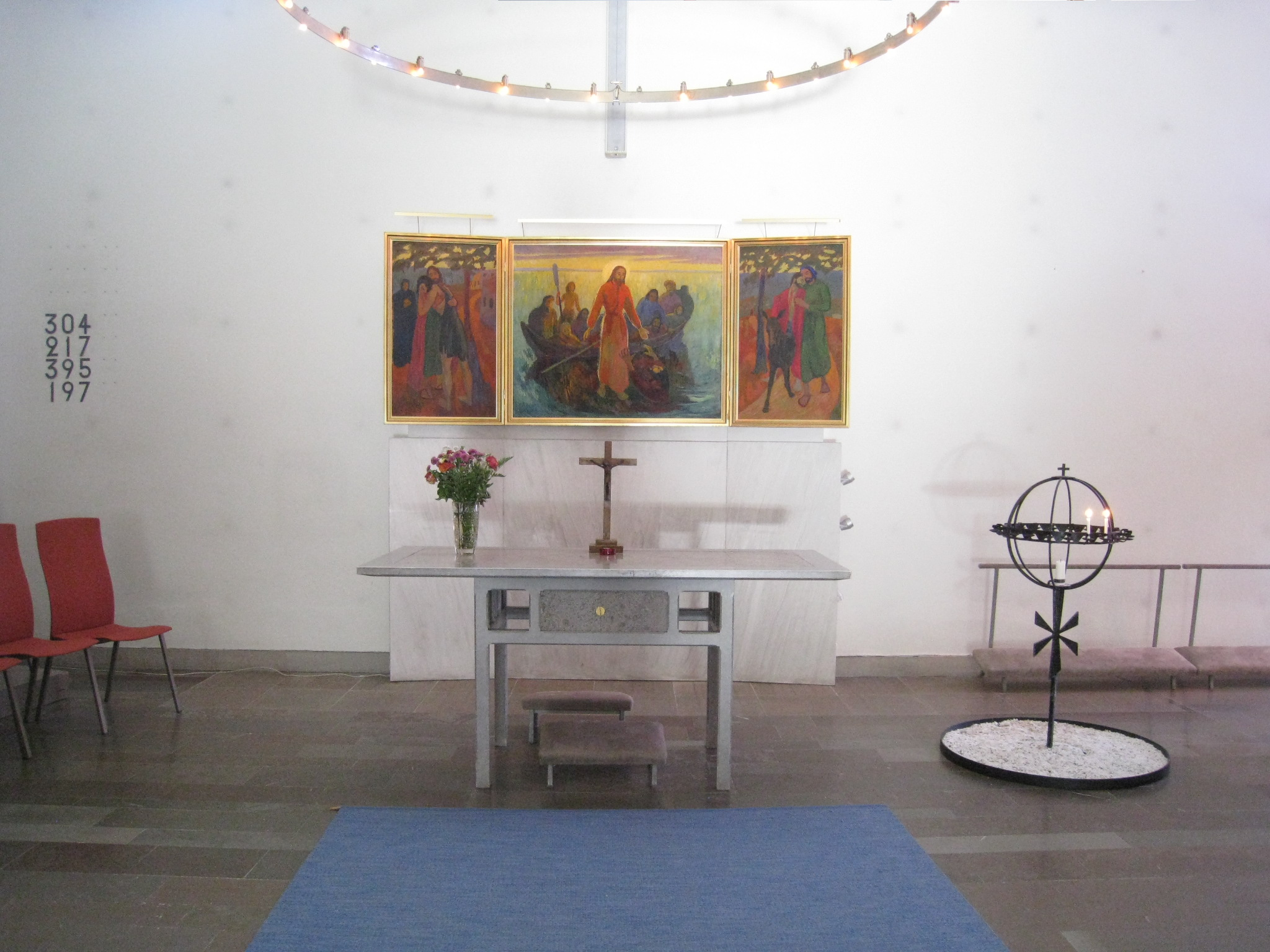
Interiör med altaret. Altarets triptyk återger tre motiv ur Nya testamentet. De tre motiven är Den förlorade sonen, Jesus går på vattnet och Den barmhärtige samariten.
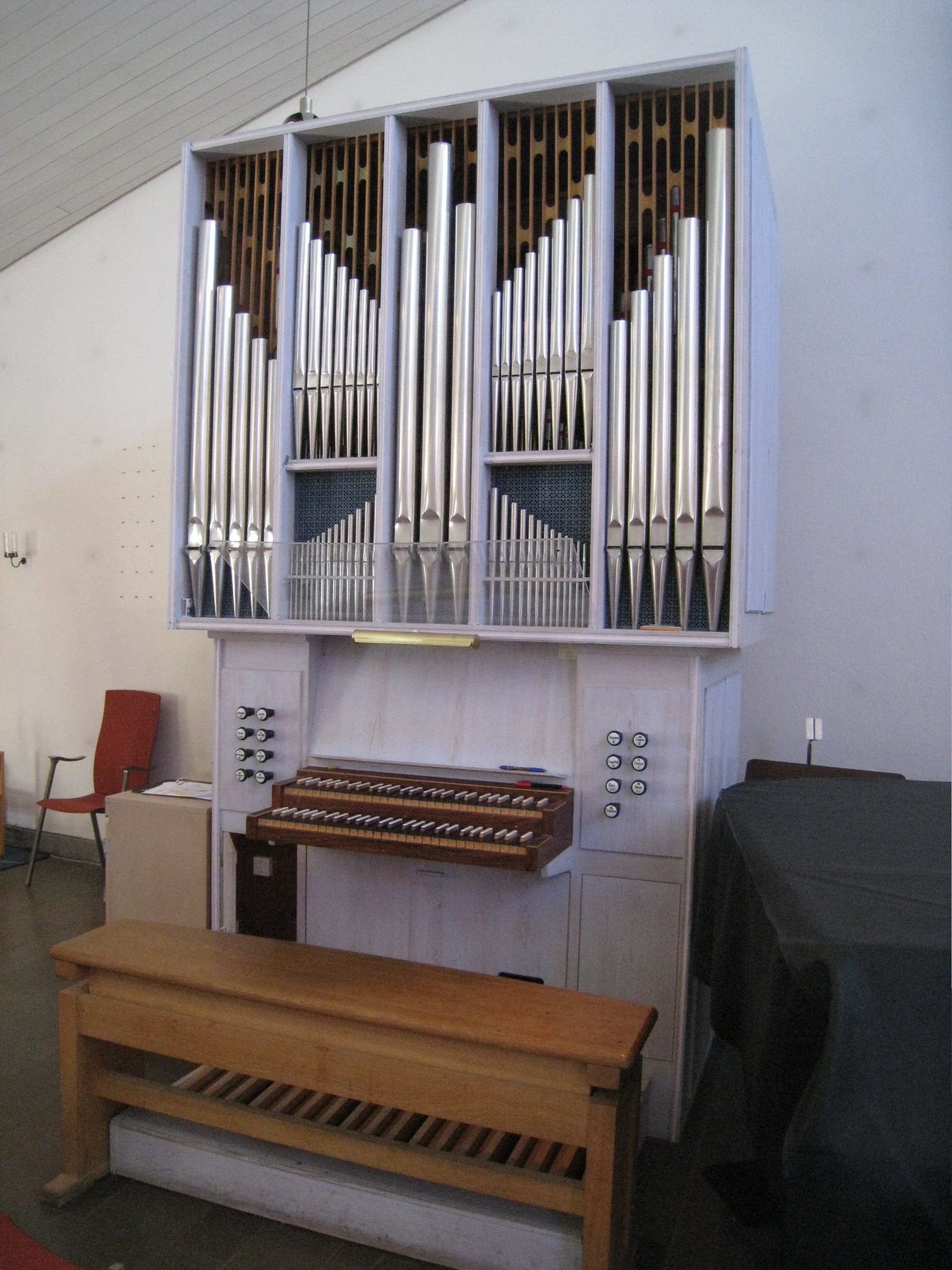
Interiör med orgeln.
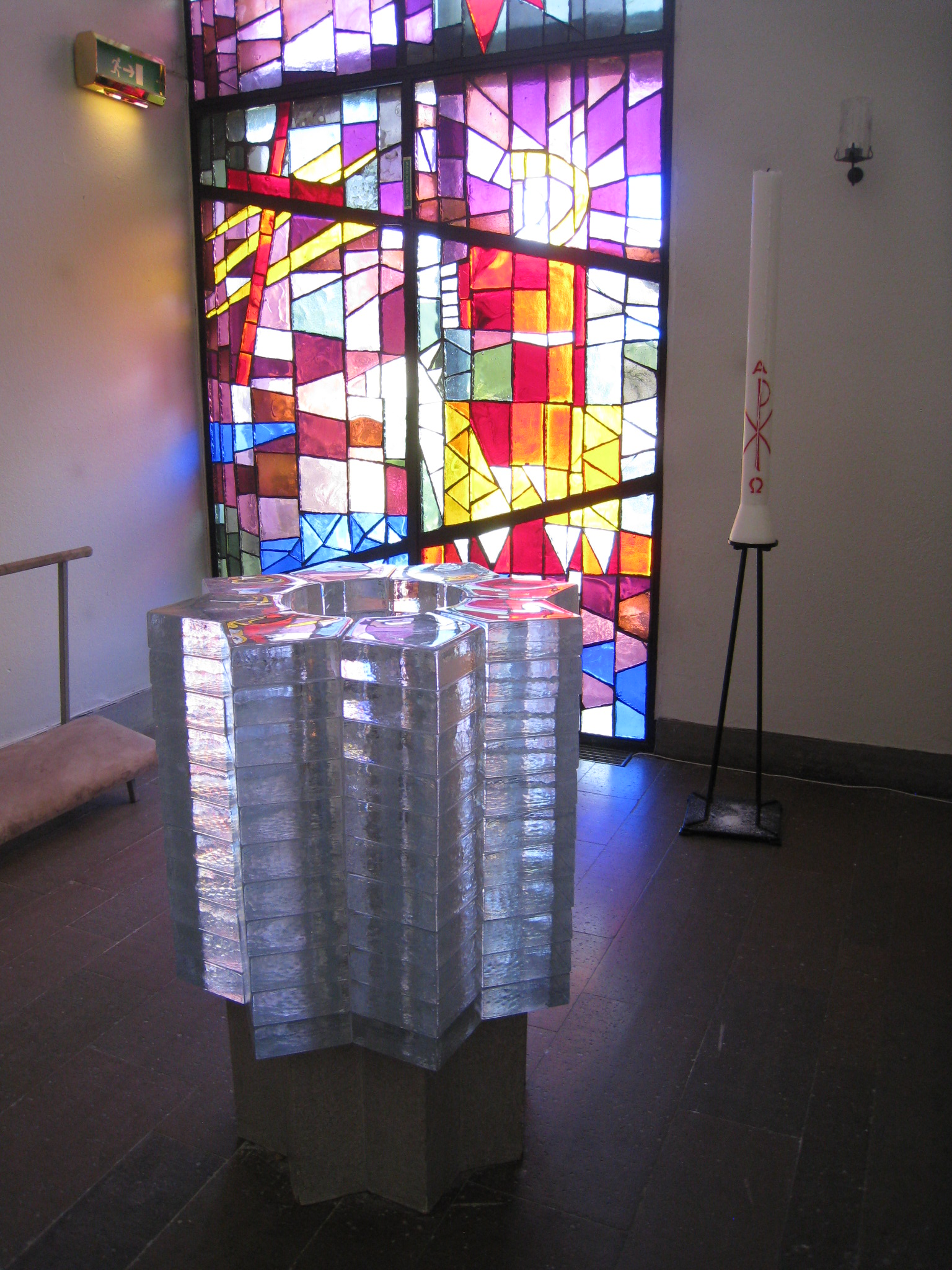
Dopfunten är gjuten av massivt glas och formgiven av Jonas Torstensson.
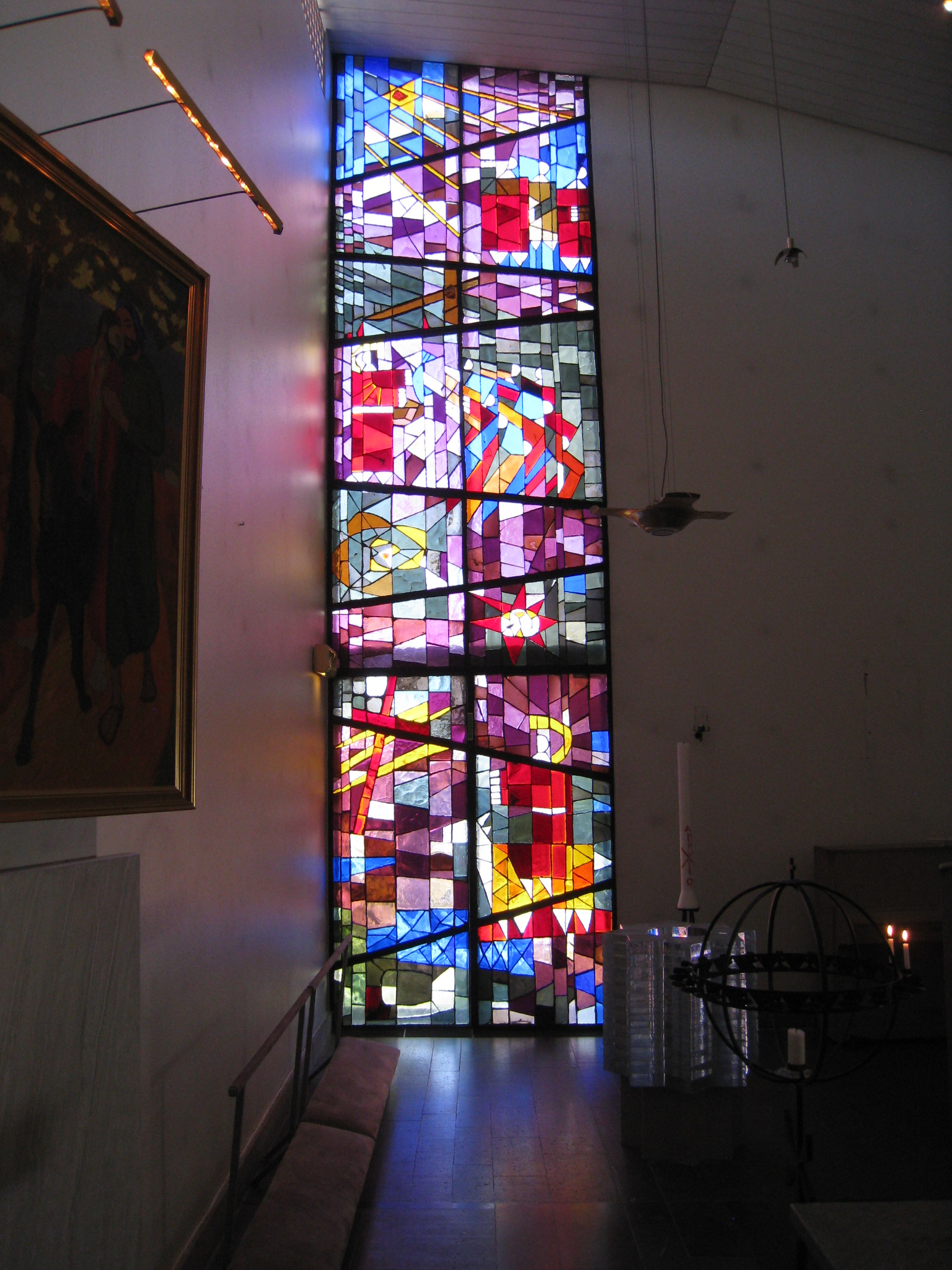
Sankt Ansgars kyrkas katedralfönster föreställer Kristi liv och är ritat av konstnären Berndt Helleberg.
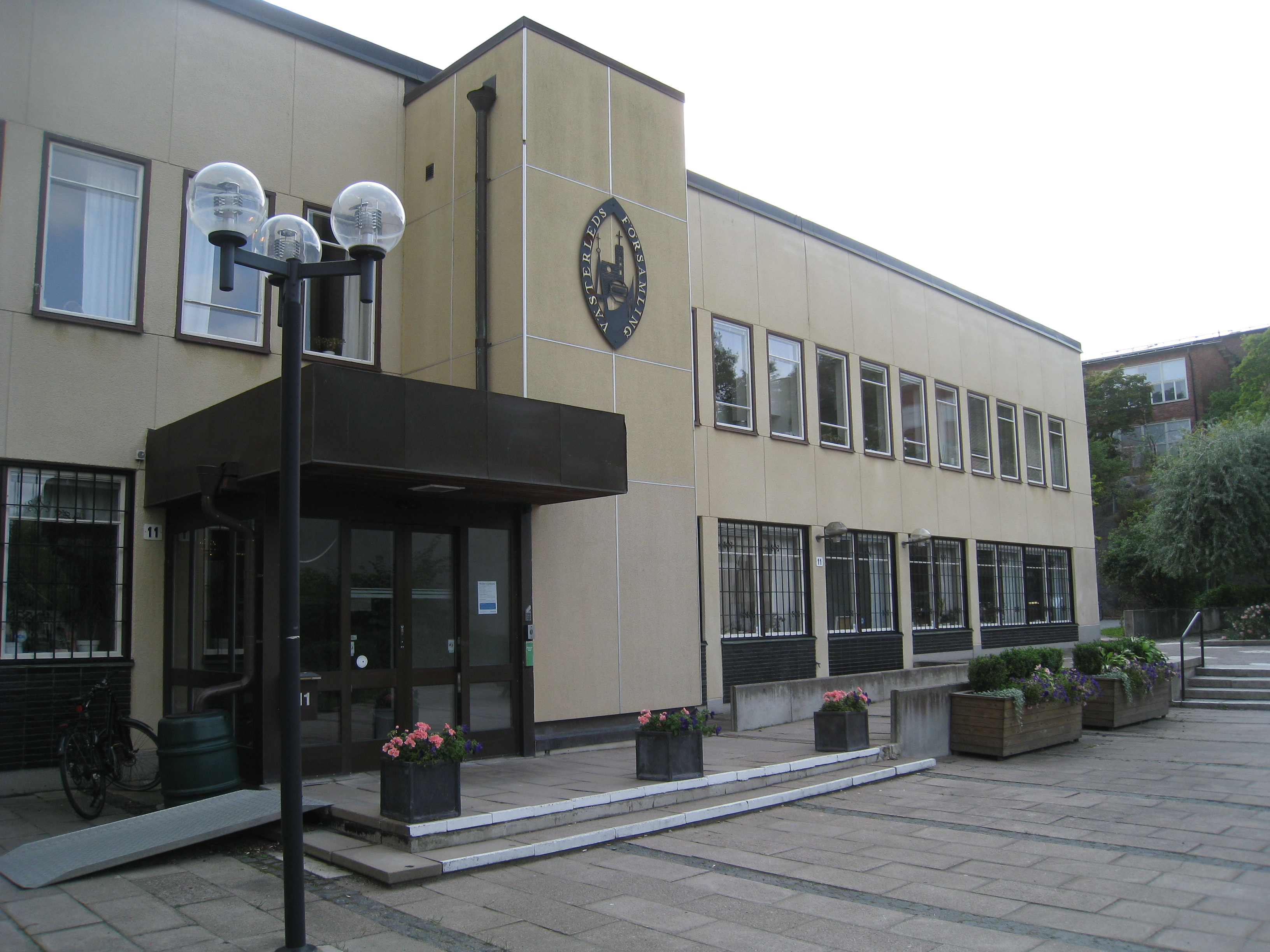
Västerleds församlingshus, som också ligger på Vidängsvägen 11 i Alvik. Vy från Vidängsvägen. Arkitekt Olof Malmgren.